# Шипунов, Илья Михайлович
Шипунов Илья Михайлович (26 февраля 1920, д. Никитино, Великолукский район — 2 декабря 1999, с. Воскресенское) — бригадир полеводческой бригады колхоза имени Ильича, Герой Социалистического Труда.

## Биография
Илья Михайлович Шипунов родился в крестьянской семье в деревне Никитино, Великолукского района. Здесь получил начальное образование и вместе с родителями с юнности трудился в колхозе, овладел кузнечным делом.
В Красную армию был призван в октябре 1940 года. Участвовал в Великой Отечественной войне в должности наводчика бронепоезда 81-го артиллерийского полка. 12 сентября 1942 года в боях под Москвой получил тяжёлое ранение и был госпитализирован близ г. Бежецк.
В силу тяжести ранения признан инвалидом и демобилизован. Остался работать кузнецом в колхозе им. Ильича под г. Бежецк, затем возглавил полеводческую бригаду. За повышение урожайности зерновых, льна и картофеля по итогам 1947 года награждён первым Орденом Ленина. По итогам показателей урожайности 1948 года за высокий урожай льна 3 марта 1949 года получил второй Орденом Ленина и Медаль «Золотая Звезда».
В середине 1950-х годов вернулся на малую Родину в Великолукский район, д. Никитино была сожжена, и Илья Михайлович стал трудиться кузнецом сначала в совхозе «Просвет», затем с 1967 года в хозяйстве «Белогорка» Гатчинского района, с 1978 года — в хозяйстве «Суйда».

## Награды

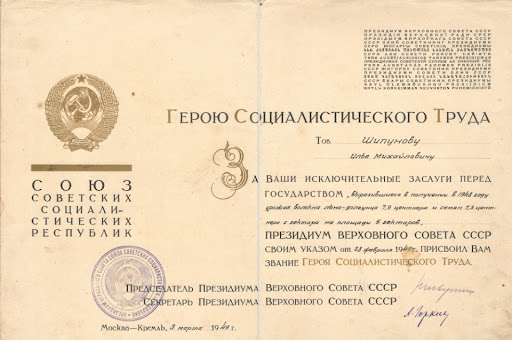
Наградной документ

- Медаль «За доблестный труд в Великой Отечественной войне 1941—1945 гг.» (1947)[4]
- Орден Ленина (10.04.1948)[4]
- Орден Ленина (28.02.1949)[4]
- Медаль «Золотая Звезда» (1949)[3]
- Медаль «За оборону Москвы»[4]
- Орден Отечественной войны II степени (06.04.1985)[5]
- Медаль Жукова (06.03.1995)[4]

## Семья
- Шипунов Михаил Васильевич — отец, участник Первой Мировой войны[3];
- Шипунов Иван Михайлович — брат, участник Великой Отечественной войны[3];
- Шипунов Илья Михайлович — брат, участник Великой Отечественной войны[3];
- Шипунов Николай Михайлович — брат, участник Великой Отечественной войны[3];
- Куроедова Евдокия Павловна — жена, с 1945 года Шипунова[3].